# 주앙 바치스타 다 시우바
주앙 바치스타 다 시우바(포르투갈어: João Batista da Silva, 1955년 3월 8일, 히우 그란지 두 술 주 포르투 알레그리 ~)는 바치스타(포르투갈어: Batista)로 알려진 브라질의 전직 프로 축구 선수로, 현역 시절 수비형 미드필더로 활약했다.
그는 1976년 하계 올림픽에 참가했었고, 1975년 팬아메리칸 게임에 참가해 금메달을 목에 걸었다.

## 클럽 경력
현역 시절, 바치스타는 브라질에서 주로 활약했지만, 이탈리아와 포르투갈 무대에도 진출했다: 인테르나시오나우(1973–1981), 그레미우(1982), 파우메이라스(1983), 라치오(1983–1985), 아벨리노(1985), 벨레넨스스(1985–1987), 그리고 아바이(1988–1989)에서 현역 시절을 보냈다. 인테르나시오나우 시절, 그는 1975년, 1976년, 그리고 1979년에 3차례 캄페오나투 브라질레이루 세리이 A를 우승했다.

## 국가대표팀 경력
바치스타는 1976년 하계 올림픽에 브라질 선수단 일원으로 참가해 4위의 성적을 거두었고, 1975년 팬아메리칸 게임에서는 금메달을 목에 걸었다.
바치스타는 1978년 4월부터 1983년 6월까지 브라질 국가대표팀 경기에 38번 출전했지만, 골맛을 본 적은 없다. 그는 1978년과 1982년에 2차례의 월드컵에 참가하기도 했다. 바치스타는 1978년 대회에서 브라질이 참가한 7경기에 모두 출전해 3실점만 허용하고 무패로 대회를 마감했다. 브라질은 골득실차로 결승 진출이 좌절된 후 3위 결정전에서 유종의 미를 거두고 일정을 끝냈다.
1982년 월드컵에서 바치스타는 후보 선수였다. 그는 아르헨티나와의 2차 조별 리그 경기에서 막판에 지쿠와 교체되어 출전했다. 이 경기에서, 바치스타는 후안 바르바스를 넘어뜨린 후 디에고 마라도나에게 걷어차였고, 그를 찬 마라도나가 퇴장당했다.
그는 1979년 코파 아메리카에도 브라질 선수단 일원으로 참가해 3위에 입성했다.

## 경기 방식
바치스타는 주로 수비형 미드필더를 맡았고, 수비를 안정화시키는 데 특화되었지만, 공을 회수한 후 공격의 시발점이 되어주는 능력도 출중했다. 그러나, 그는 주력이 그리 빠르지 않았다.

## 은퇴 후
은퇴 후, 바치스타는 브라질 텔레비전 방송사 RBS에서 스포츠 해설가로 활동했는데, 그는 글로부의 텔레비전 패널 위원으로 출연했다.

## 수상
인테르나시오나우
- 캄페오나투 가우슈: 1975, 1976, 1978, 1981
- 캄페오나투 브라질레이루 세리이 A: 1975, 1976, 1979

아바이
- 캄페오나투 카타리넨시: 1988

개인
- 볼라 지 프라타: 1980, 1982